# До своїх!..
«До своїх!..» («К своим!..») — радянський художній фільм 1983 року, знятий режисером Володимиром Левіним на кіностудії «Мосфільм».

## Сюжет
Герой фільму, характер якого розкривається в боротьбі з недоліками на виробництві та у стосунках з коханою жінкою, їде на традиційну зустріч зі своїми однокашниками до дитячого будинку, де він колись виховувався…

## У ролях
- Олександр Соловйов — Валера Іванов, Валер'ян
- Тетяна Куліш — Ніна
- Олександр Пряхін — Толя
- Юрій Ніфонтов — Георгій
- Микола Волков — Кирило Сергійович, директор дитбудинку
- Всеволод Сафонов — батько Ніни
- Любов Калюжна — тітка Женя
- Олександр Январьов — Кабанов
- Яків Овчуков-Суворов — морячок
- Ігор Незлобинський — морячок
- Валентина Березуцька — тітка Маша, чергова в гуртожитку
- Олександр Пашутін — Вадим Петрович, Інженер по техніці безпеки
- Саша Бобильов — дитдомівець
- Олександр Торшин — Славік
- Моїсей Васіліаді — Костянтин Євгенович Калітин, начальник цеху
- К. Е. Д. Кастіліо — Альошка, дитдомівський друг Валери
- Ігор Ясулович — Бичок
- Тетяна Кравченко — колишня дружина Валери
- Олена Максимова — бабуся Славика
- Микола Сектименко — Василь Іванов
- Юрій Афанасьєв — сталевар
- Лариса Віккел — бухгалтер
- Еммануїл Геллер — епізод
- Михайло Кислов — епізод
- А. Костягін — епізод
- Григорій Маліков — епізод
- Ірина Мельник — епізод
- Л. Островська — епізод
- О. Рождественський — епізод
- Анатолій Скорякін — Петро
- С. Салтиков — епізод
- Зоя Степанова — робітниця пошти
- Ліка Ніфонтова — епізод
- Едуард Татосьян — Едуард Карпович
- Ольга Токарєва — епізод
- Василь Федоров — Тимошенко, сталевар
- Олександра Харитонова — касир
- Ольга Широкова — епізод
- Борис Яковлєв — епізод
- Світлана Швайко — робітниця пошти
- Галина Левченко — епізод

## Знімальна група
- Режисер — Володимир Левін
- Сценаристи — Олександр Мішарін, Андрій Кучаєв
- Оператор — Віктор Листопадов
- Композитор — Едуард Артем'єв
- Художник — Тетяна Лапшина